# Zenobius von Florenz

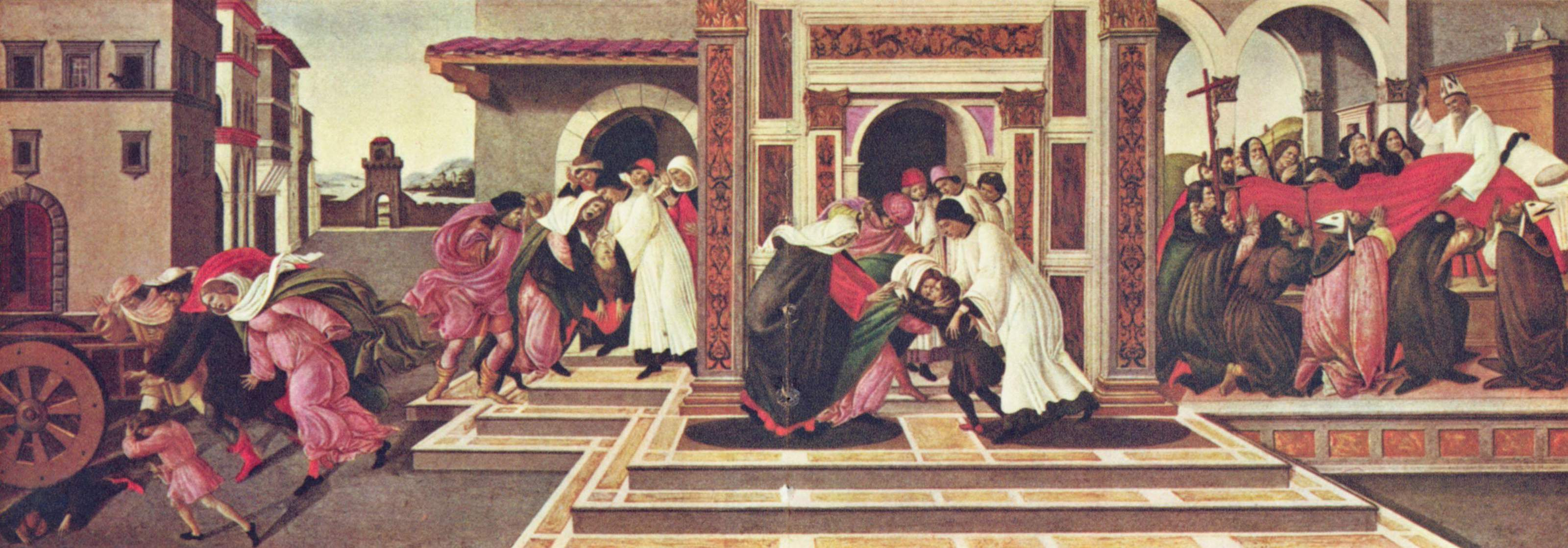
Die letzten Wunder und der Tod des hl. Zenobius, Botticelli

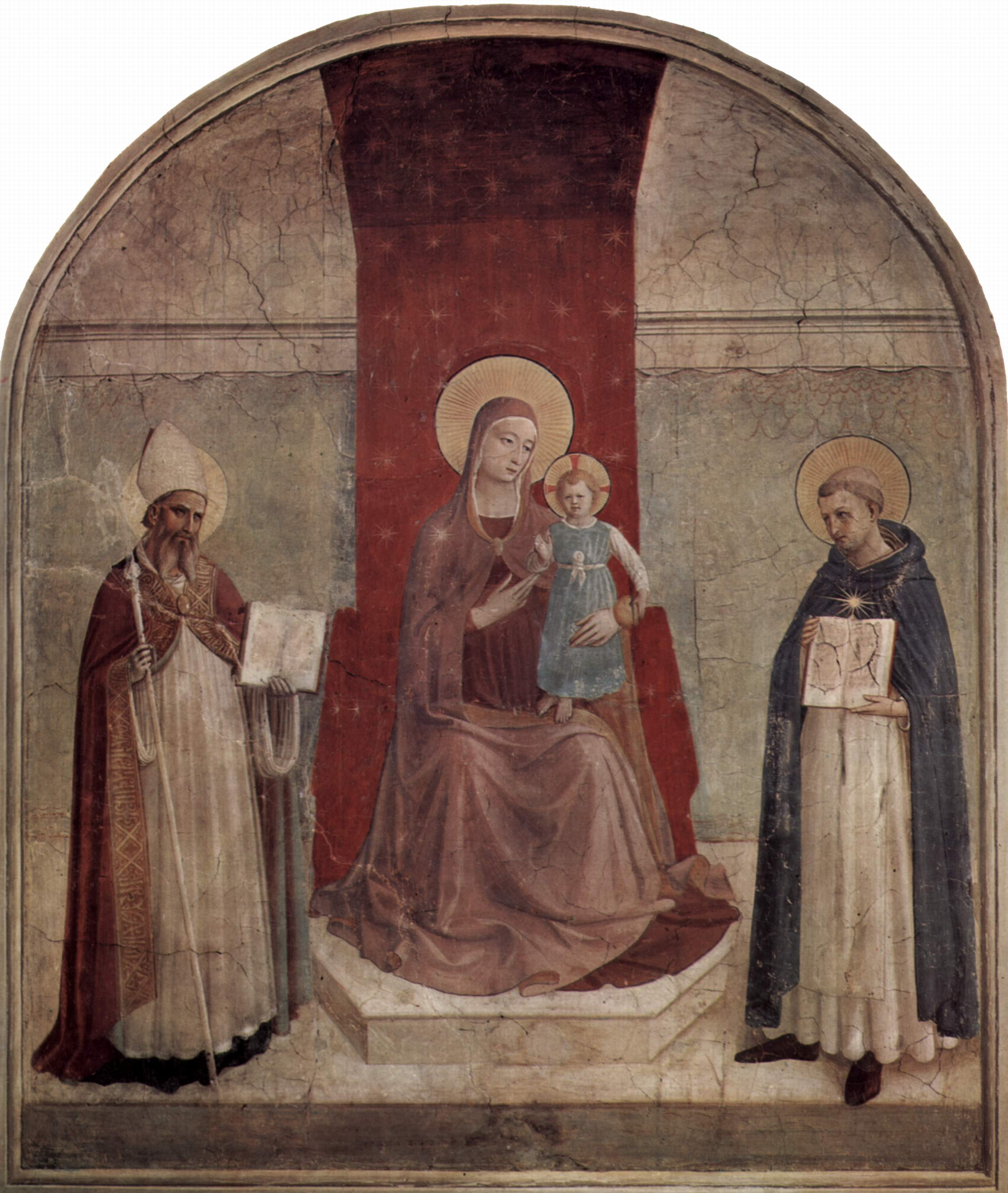
Thronende Madonna mit hl. Dominikus und hl. Zenobius, Fra Angelico

Der hl. Zenobius (rechts) an der Fassade der Kathedrale von Florenz

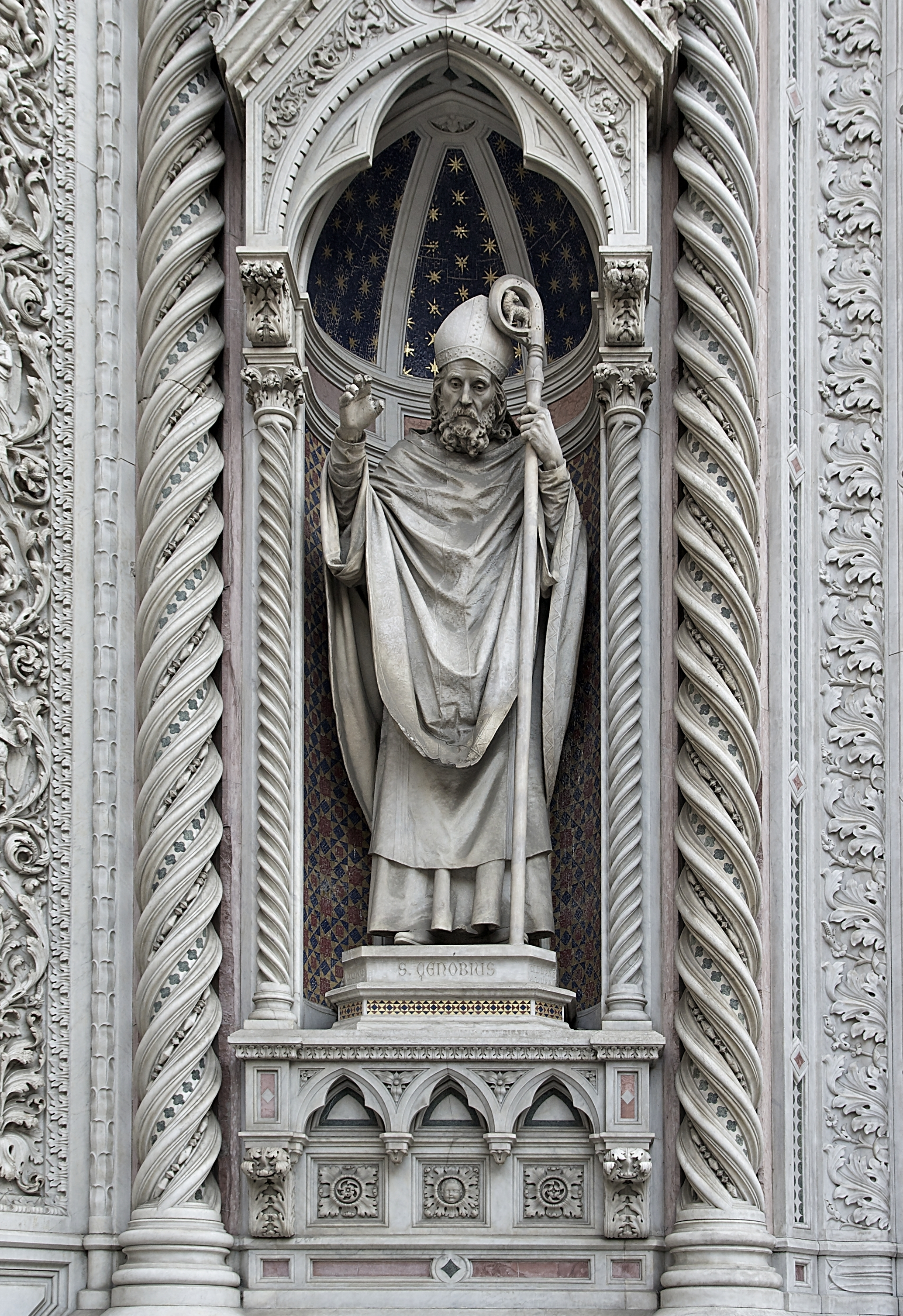
Detail der Fassade

Zenobius von Florenz (ital. Zanobi, Zenobio, * 337; † 407 oder 424 in Florenz) wird als der erste Bischof von Florenz verehrt. Er ist ein Heiliger der römisch-katholischen Kirche und nach Johannes dem Täufer zweiter Stadtpatron der Stadt. Sein Festtag ist der 25. Mai.

## Leben
Verlässliche zeitgenössische Berichte über sein Leben sind nicht erhalten, so dass Fakten und Mythen rund um seine Person schwer voneinander zu trennen sind. Zenobius soll angesehene heidnische Eltern namens Lucianus und Sophia gehabt haben. Als Jüngling lernte er den christlichen Glauben kennen und empfing, vermutlich mit 21 Jahren, die Taufe durch Bischof Theodor. Der Legende nach bewog er seine Eltern zur Annahme des Christentums. Wahrscheinlich erhielt seine Mutter erst zu diesem Zeitpunkt den Namen Sophia, denn dieser Name lässt nicht auf eine Heidin schließen. Unter Bischof Theodor stieg er zum Erzdiakon auf. In Mailand wurde er ein Schüler des Ambrosius von Mailand. Auf dessen Empfehlung kam er um das Jahr 380 nach Rom, wo er von Papst Damasus I. mit einer Gesandtschaft nach Konstantinopel betraut wurde. Als nach seiner Heimkehr der Bischof seiner Geburtsstadt Florenz starb, wurde er dessen Nachfolger.

## Verehrung
Ihm wurde große Verehrung zuteil und zahlreiche Wunder wurden ihm zugeschrieben. Eine alte Ulme, an der der Zug mit seiner Leiche vorüberkam, als man ihn nach Santa Reparata brachte, wurde der Legende nach bei dieser Gelegenheit wieder grün und fing zu blühen an. Ein Zweig davon, der in seinen Sarg gelegt wurde, soll nach tausend Jahren noch grün gefunden worden sein.
Dieses Wunder, manchmal auch die Heilung Kranker, ist auf zahlreichen Abbildungen dargestellt. Überhaupt ist Zenobius ein beliebtes Motiv der Florentiner Kunst, zum Beispiel in Werken von Domenico Ghirlandaio, Sandro Botticelli, Andrea Della Robbia und Fra Angelico. Er wird mit Bischofsstab und oft mit Bart dargestellt.
Von Beginn des 9. Jahrhunderts an war der primäre Ort der Verehrung des heiligen Zenobius sein Begräbnisort, die Kirche Santa Reparata, in die sein Leichnam von der Basilica di San Lorenzo di Firenze gebracht wurde. Seit 1439 wird er in einer ihm gewidmete Kapelle in der Kathedrale von Florenz verehrt.